# Celosia moquinii
Celosia moquinii là loài thực vật có hoa thuộc họ Dền. Loài này được Guill. ex Moq. mô tả khoa học đầu tiên năm 1849.